# Incantations
Incantations — четвёртый студийный альбом британского мультиинструменталиста Майка Олдфилда, выпущенный в 1978 году. Альбом стал вторым по продолжительности (после Light + Shade(2005)) в дискографии Майка, а также является своеобразным рубежом в его творчестве, после которого Олдфилд начал отходить в сторону более простой музыки.

## Об альбоме
В отличие от предыдущих трёх альбомов, Incantations состоит из четырёх частей, в альбоме есть лирика. Однако популярность Олдфилда начала падать: Incantations отметился лишь на 14 месте в UK Albums Chart. После выхода альбома Майк Олдфилд отправился в свой первый концертный тур.

## Список композиций

### Первая сторона
1. Part One — 19:08

### Вторая сторона
1. Part Two — 19:36

### Третья сторона
1. Part Three — 16:58

### Четвёртая сторона
1. Part Four — 17:01